# Tom Warhurst
Hubert Thomas „Tom“ Warhurst Sr. (* 10. Februar 1917 in Adelaide; † 23. Januar 2004 ebenda) war ein australischer Tennis- und Australian-Football-Spieler.

## Karriere
Tom Warhursts sportliches Talent zeigte sich bereits in der Schulzeit und Jugend. Er nahm an internationalen Leichtathletikwettbewerben für Schüler teil; seine Hauptdisziplinen waren Hochsprung und Hürdenlauf. Ab Mitte der 1930er Jahre spielte er Australian Football für das Team aus Norwood, bei dem er Ende der 1930er Jahre auch Teamkapitän wurde. Wegen guter Ergebnisse während eines Tenniscamps bei Pat O’Hara Wood wurde er in die Junior-Davis-Cup-Mannschaft aufgenommen.
Nach dem Zweiten Weltkrieg spielte er für Norwood 94 Spiele in der South Australian National Football League.
Im hochklassigen Tennissport trat Tom Warhurst größtenteils bei den Australian Open in Erscheinung. Beim Einzelwettbewerb schied er immer recht früh aus und seinen größten Erfolg hatte er im Mixeddoppel. An der Seite von Gwen Thiele erreichte er 1952 das Finale, welches sie gegen ihre Landesleute Thelma Long und George Worthington verloren.

## Persönliches
Warhurst wurde als das zweite Kind eines Bankdirektors geboren und wuchs in Quorn, Kadina und Melbourne auf.
Während des Zweiten Weltkriegs war Warhurst in El-Alamein stationiert, wo er 1942 sowohl bei der ersten als auch bei der zweiten Schlacht von El Alamein verwundet wurde. Anfang 1943 kehrte er nach Australien zurück. Im Jahr 1945 war er mit seiner Truppe in Indonesien, wo Warhurst im Mai bei der Schlacht von Tarakan eingesetzt wurde. Im November desselben Jahres wurde er aus dem Militärdienst entlassen.
Er arbeitete als Handelspartner des Sportartikelherstellers Spalding.
Am 23. April 1947 heiratete Warhurst Patricia Lewis und blieb mit ihr bis zu ihrem Tod im Jahr 1989 verheiratet. Aus der Ehe gingen eine Tochter und drei Söhne hervor. Er starb 2004 unter natürlichen Umständen in einer Seniorenanlage, wo er zuletzt lebte.

## Erfolge bei Grand-Slam-Turnieren

### Mixed

#### Finalteilnahmen
| Nr. | Datum           | Turnier         | Belag | Partnerin   | Finalgegner                    | Ergebnis |
| --- | --------------- | --------------- | ----- | ----------- | ------------------------------ | -------- |
| 1.  | 28. Januar 1952 | Australian Open | Rasen | Gwen Thiele | Thelma Long George Worthington | 7:9, 5:7 |